# ناو کلاس برمن
کروزر کلاس برمن (به انگلیسی: Bremen-class cruiser) یک کلاس از کشتی به طول ۱۱۱٫۱ متر (۳۶۵ فوت) است.